# Max & Anne
Max & Anne is een Nederlands zangduo bestaande uit Maxime Albertazzi en Anne Buhre. Ze waren vanaf 2018 actief.
Na te hadden gewonnen op het Junior Songfestival in Nederland was het duo de Nederlandse inzending op het Junior Eurovisiesongfestival 2018 in Minsk. Daar behaalden ze uiteindelijk de 13de plaats (van de 20) met hun liedje 'Samen'. Het liedje gaat over vriendschap en is Nederlands- en Engelstalig. In 2019 kwam er een tweede single, Time to Party, uit. Kort daaropvolgend besloten de twee niet meer als duo verder te gaan.

## Discografie
| Singles       | Datum       | Jaar |
| ------------- | ----------- | ---- |
| Samen         | 29 augustus | 2018 |
| Time to Party | 3 mei       | 2019 |